# Cantó de Peliçana
El cantó de Peliçana és un cantó francès del departament de les Boques del Roine, situat al districte d'Ais de Provença. Té 9 municipis i el cap és Peliçana.

## Municipis
- Aurons
- La Barbent
- Cornilhon e Conforç
- Codoç
- La Fara deis Oliviers
- Lançon de Provença
- Peliçana
- Velaurs
- Ventabren

| Data d'elecció                           | Identitat         | Partit | Qualitat |
| ---------------------------------------- | ----------------- | ------ | -------- |
| 1992-                                    | Jean-Pierre Maggi | PS     |          |
| les dades anteriors no són pas conegudes |                   |        |          |